# マルティン・ノート
マルティン・ノート（Martin Noth, 1902年8月3日 - 1968年5月30日）は、ドイツを代表する神学者、聖書学者である。
1902年にドレスデンに生まれた。グライフスヴァルトとライプツィヒで教鞭をとったのち、1930年にケーニヒスベルク大学の教授に任ぜられた。1928年にイスラエルの人名の形態、構造、意義に関する研究を発表した。
歴史研究家としてのノートの業績は、アルブレヒト・アルトの方法と洞察に密接に関連している。ノートの著作『イスラエル歴史』はヨーロッパ各地でもっとも広く用いられた神学部の教科書の一つになった。